# Laake (Panke)

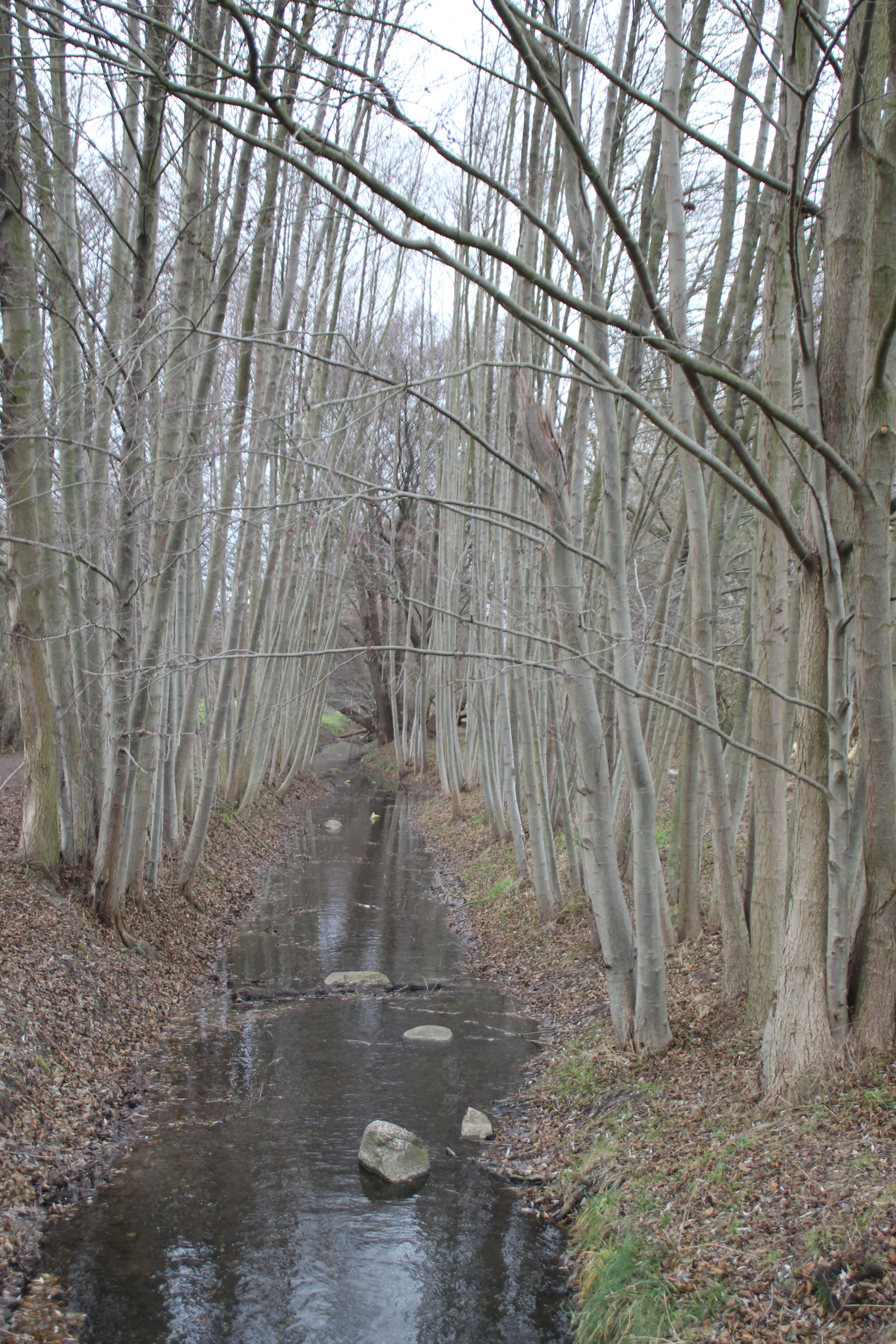
Die Laake im Stadtrandpark Neue Wiesen

Die Laake ist ein 4,3 Kilometer langer Bach im Berliner Bezirk Pankow in den Ortsteilen Stadtrandsiedlung Malchow, Karow und Blankenburg. Sie entspringt nördlich von Berlin im Barnim nahe der Ortschaft Schwanebeck, fließt durch Lindenberg und den Stadtrandpark Neue Wiesen entlang der Grenze zu Karow und weiter durch Blankenburg unter der Bundesautobahn 114 hindurch in die Panke. Der Bach gehörte zu einem komplizierten Entwässerungssystem der ehemaligen Rieselfelder und wurde in dessen Zuge begradigt und kanalisiert. Im Stadtrandpark wurde als Ausgleichsmaßnahme zum dortigen Wohnungsbau erneut ein natürliches Flussbett geschaffen. Die Laake hat neben einigen Entwässerungsgräben keinen weiteren Zufluss.